# Tetrapod (golfbrekerelement)

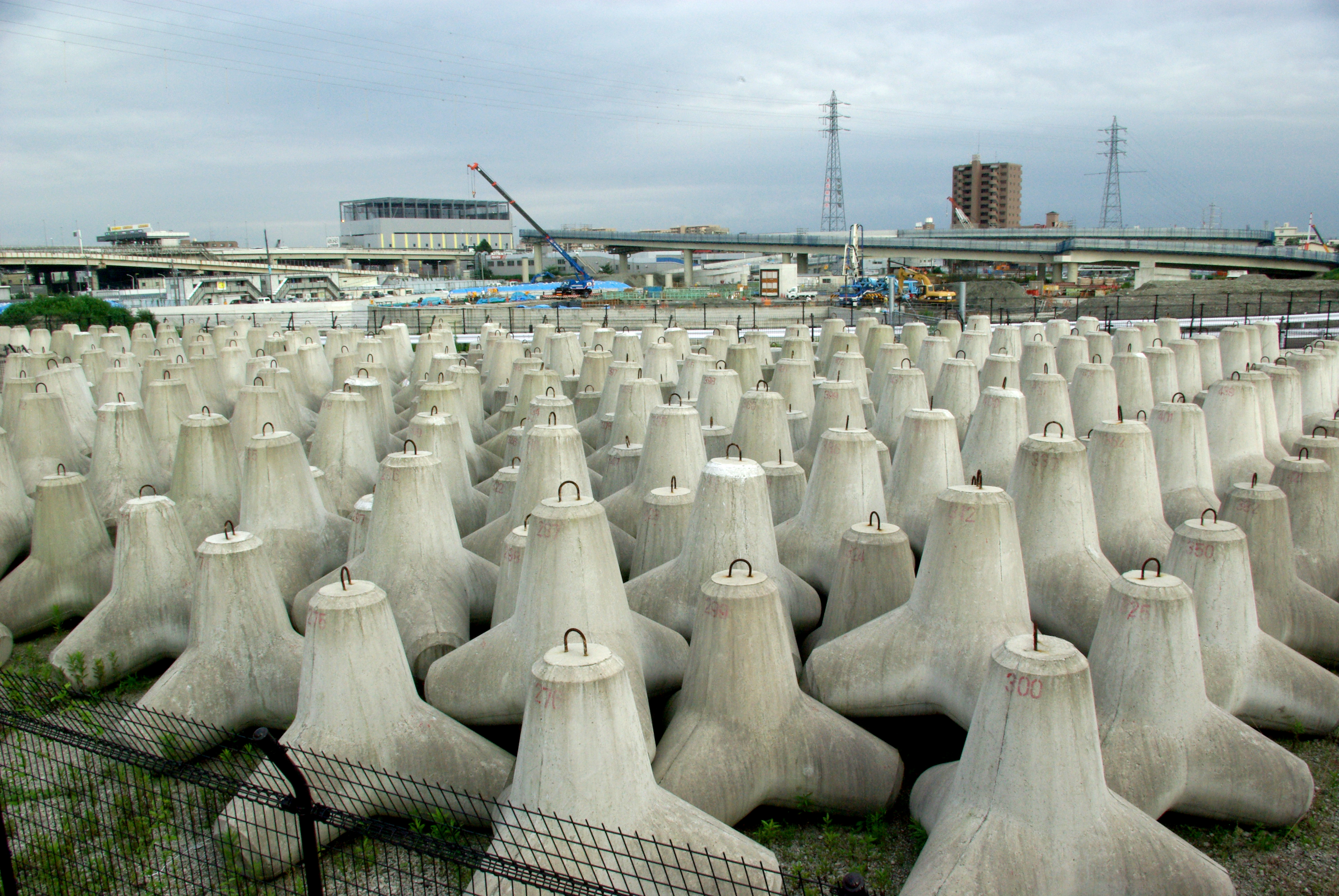
Tetrapods in opslag

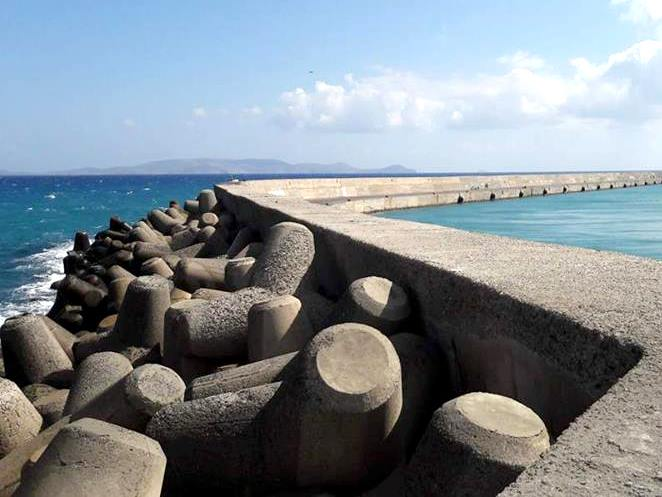
Tetrapods bij een jachthaven op Kreta, Griekenland

Tetrapods zijn betonnen elementen die in kustwaterbouw gebruikt worden ter bescherming van golfbrekers en oevers tegen golfslag. Tetrapods zijn gemaakt van beton en gebruiken een tetraëdrische vorm om de energie van de golven te dissiperen. De Tetrapods haken in elkaar.

## Geschiedenis
Tetrapods zijn in 1950 ontwikkeld door Pierre Danel en Paul Anglès d'Auriac van Laboratoire Dauphinois d'Hydraulique (later SOGREAH, nu ARTELIA) in Grenoble, Frankrijk, die een patent ontvingen voor het ontwerp.
De naam is afgeleid van het Grieks, met tetra - betekent vier en - pode betekent voet, een verwijzing naar de tetraëdrische vorm. Tetrapods werden voor het eerst gebruikt bij de koelwaterinlaat van de elektrische centrale in Roches Noires in Casablanca, Marokko. Door hun succes werden Tetrapods over de hele wereld populair, vooral in Japan. Geschat wordt dat bijna 50 procent van de 35.000 kilometer van de Japanse kustlijn beschermd  wordt door Tetrapods en andere betonelementen.   
In Japan wordt het woord tetrapod vaak gebruikt als een generieke naam voor golfenergie dissiperende blokken met inbegrip van andere soorten en vormen. Overigens vermeld deze bron ten onrechte dat Tetrapod een handelsmerk is van Fudo Tetra Corporation in Osaka; dat is onjuist, zij waren de Japanse licentiehouder. De foto die de Japan Times bij dit artikel geplaatst heeft is geen Tetrapod, maar een element met 5 poten.
Inmiddels zijn er effciëntere betonnen golfbrekerelementen op de markt. Desondanks wordt de Tetrapod nog steeds gebruikt, met name omdat er geen patent meer op rust, en het element dus door iedereen nagemaakt mag worden.

## Stabiliteit van de Tetrapod
De eenvoudigste benadering is een stabiliteitsberekening met de Hudson-formule waarbij een KD waarde van 7,2 (brekende golven) of 8,3 (niet brekende golven) gebruikt kan worden. Een precieze methode wordt gegeven door Van der Meer. Hij geeft als formule:
Voor brekende golven (plunging):
{\displaystyle {\frac {H_{s}}{\Delta \cdot d_{n}}}=\left(3,75\left({\frac {N_{od}}{\sqrt {N}}}\right)^{0,5}+0,85\right)s_{0m}^{-0,2}}
Voor niet-brekende golven (surging)
{\displaystyle {\frac {H_{s}}{\Delta \cdot d_{n}}}=\left(8,6\left({\frac {N_{od}}{\sqrt {N}}}\right)^{0,5}+3,94\right)s_{0m}^{0,2}}
In deze formules is:
Hs = Significante golfhoogte aan de teen van de constructie
Δ = relatieve dichtheid van de steen (= (ρs -ρw)/ρw') waarin ρs de dichtheid van de steen en ρw de dichtheid van het water is
dn = nominale diameter van de Tetrapod, deze is 0,65 maal de hoogte van de Tetrapod
N is het aantal golven in de storm
s0m is de steilheid van de golf
Nod is de toelaatbare schade, het aantal verplaatste eenheden per strekkende eenheid golfbreker, waarbij de strekkende eenheid dn is. Normaal wordt een schade van Nod = 0,5 geaccepteerd.